# سوسک کرگدنی سه‌شاخ
سوسک کرگدنی سه‌شاخ (نام علمی: Chalcosoma moellenkampi) گونه‌ای سوسک کرگدنی است. سوسک کرگدنی سه‌شاخ در جنوب شرقی آسیا زندگی می‌کند. این گونه یکی از گونه‌های بزرگ سوسک‌ها در دنیا محسوب می‌شوند.